# Petersberg (Hesse)
Petersberg es un municipio alemán que se encuentra en el distrito de Fulda, en el estado de Hesse.

## Política
| Partido político | Partido político                            | 2011    | 2011       | 2006    | 2006       |
| Partido político | Partido político                            | Votos % | Concejales | Votos % | Concejales |
| ---------------- | ------------------------------------------- | ------- | ---------- | ------- | ---------- |
|                  | Unión Demócrata Cristiana de Alemania (CDU) | 60,5%   | 22         | 63,1%   | 23         |
|                  | Partido Socialdemócrata de Alemania (SPD)   | 23,1%   | 9          | 24,0%   | 9          |
|                  | Christliche Wähler-Einheit (CWE)            | 13,0%   | 5          | 10,4%   | 4          |
|                  | Die Linke, lista abierta (Die Linke)        | 3,4%    | 1          | -       | -          |
|                  | Partido Democrático Libre (FDP)             | -       | -          | 2,5%    | 1          |